# Station Żabiny
Station Żabiny is een spoorwegstation in de Poolse plaats Żabiny.